# Тимирязево (Каменский район)
Тимиря́зево — село в Каменском районе Воронежской области России.
Входит в состав Тхоревского сельского поселения.

## История
В 1966 году указом Президиума Верховного Совета РСФСР село Голопузовка переименовано в Тимирязево.

## Население
| 1859 | 1897 | 2010 |
| ---- | ---- | ---- |
| 569  | ↗789 | ↘536 |

## Улицы
| - ул. Гойкаловой, - ул. Гусарская, - ул. Молодёжная, - ул. Нижняя, | - ул. Свободы, - ул. Сибирская, - ул. Худоярская, - ул. Центральная. |